# 1882 au Nouveau-Brunswick
Chronologie du Nouveau-Brunswick
- 1878
- 1879
- 1880
- 1881
- 1882
- 1883
- 1884
- 1885
- 1886

Cette page concerne des événements d'actualité qui se sont produits durant l'année 1882 dans la province canadienne du Nouveau-Brunswick.

## Événements
- 16 février : inauguration de l'édifice de l'Assemblée législative.
- 25 mai : Daniel Lionel Hanington devient premier ministre du Nouveau-Brunswick.
- Juin : 25e élection générale néo-brunswickoise.
- 20 juin : à l'élection fédérale canadienne de 1882, 7 libéraux, 4 conservateurs, 3 libéraux-conservateurs, 1 député indépendant et 1 député libéral indépendant sont élus dans la province.

## Naissances
- 9 octobre : Allan Getchell McAvity, député.

## Décès
- 3 avril : Robert Barry Cutler, député.